# 2001年桑名市空中衝突事故
2001年桑名市空中衝突事故は、2001年（平成13年）5月19日に発生した航空事故である。
名古屋空港を離陸し、訓練飛行を行っていた中日本航空のアエロスパシアル AS332L1が、同空港を離陸し訓練飛行を行っていたセスナ 172Pと空中衝突した。両機の搭乗者6人全員が死亡し、地上で1人が怪我を負った。

## 両機の詳細

### JA6787
事故機のアエロスパシアル AS332L1（JA6787）は、1996年2月に製造番号2439として製造された。総飛行時間は2,160時間で、定期点検は2001年4月21日に行われていた。
JA6787の機長は54歳の男性で、AS332の他にSA330とベル 47での飛行資格があった。総飛行時間は9,441時間で、同型機では933時間の経験があった。訓練生は39歳の男性で、AS332の他にベル 206とベル 214での飛行資格があった。総飛行時間は3,703時間で、同型機では24時間の経験があった。事故当日は訓練生が資格取得のために操縦訓練を行っており、機長の男性が教官を務めていた。

### JA4201
事故機のセスナ 172P（JA4201）は、1983年4月に製造番号17275979として製造された。総飛行時間は4,901時間で、定期点検は2001年5月14日に行われていた。
JA4201の機長は51歳の男性であった。総飛行時間は11,179時間で、同型機では7,928時間の経験があった。訓練生は52歳の男性であった。総飛行時間は349時間で、同型機では254時間の経験があった。事故当日は訓練生の慣熟飛行訓練を行っており、機長の男性が教官を務めていた。

## 事故の経緯
AS332は名古屋空港から離陸し、約2時間の訓練を行い空港へ戻る予定だった。一方でセスナ172も同空港から離陸し、1時間の訓練を行い空港へ戻る予定だった。予定では両機には機長及び訓練生1人ずつが搭乗し、名古屋空港の西側にある訓練空域で訓練を行う予定であった。しかし、セスナ172には訓練生の知人2人が搭乗していたが、これは管制官などに通達されなかった。また、AS332の訓練は前日から予定されていたのに対し、セスナ172の訓練は当日決定したことだった。そのため、セスナ172のパイロットにはAS332の存在が伝えられていたが、AS332のパイロットにはセスナ172について知らされていなかった。

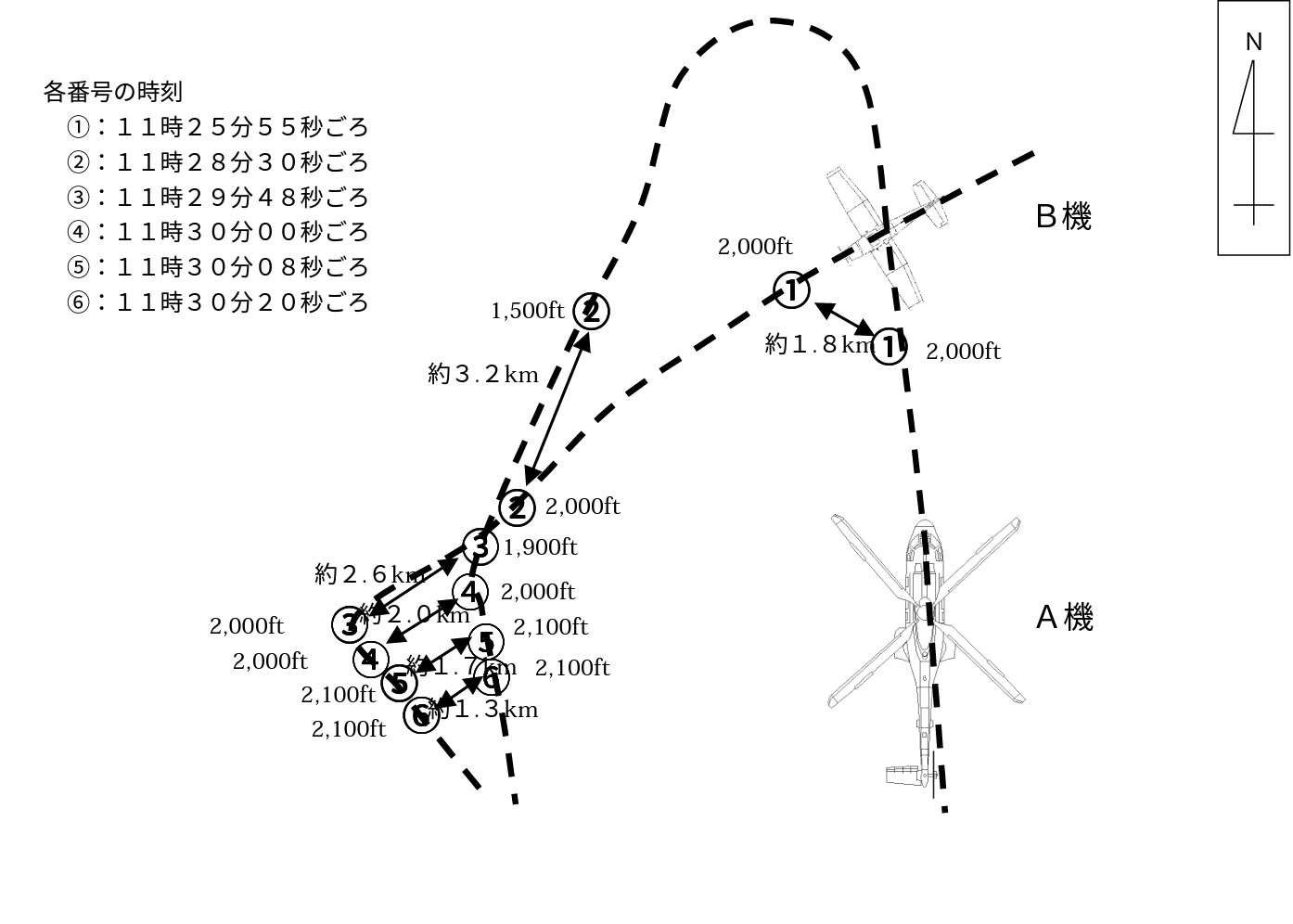
両機の飛行経路

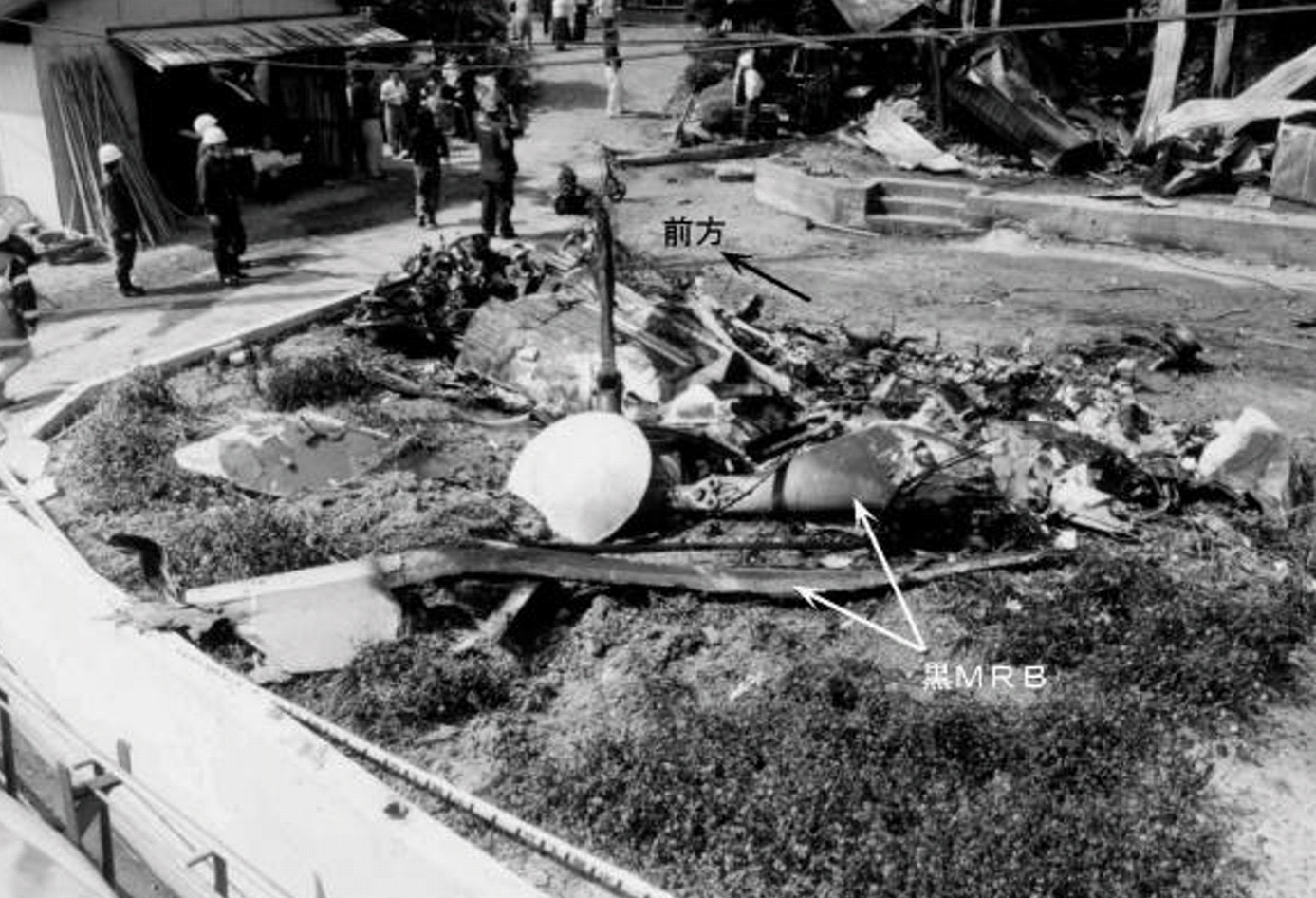
JA6787の残骸（胴体部）

11時02分、AS332は名古屋空港を離陸し、南西へ向かった。13分後、セスナ172も同空港を離陸し、南西へ向けて飛行した。予定ではAS332は11時10分から12時10分まで、セスナ172は11時15分から11時45分まで訓練を行うこととなっていた。11時31分、2機は桑名市播磨神社付近の上空2,100フィート (640 m)で空中衝突した。このときAS332の速度は100ノット (190 km/h)、セスナ172の速度は85ノット (157 km/h)であった。衝突により、AS332は胴体部から後部のテールブームが脱落し、セスナ172は主翼などが脱落した。両機はともに墜落し、乗員乗客6人全員が死亡した。また、地上で1人が右足首の骨折などを負った他、住宅2棟が全焼するなど地上でも多数の被害が生じた。当初、地上で乗用車を運転していた1人が死亡したと報じられた。
12時25分頃に消防隊が出動し、桑名市消防本部の消防車14台と消隊員56人の他、消防団の消防車3台と団員61人が現場で消火活動に当たった。

## 事故調査

### パイロットの行動

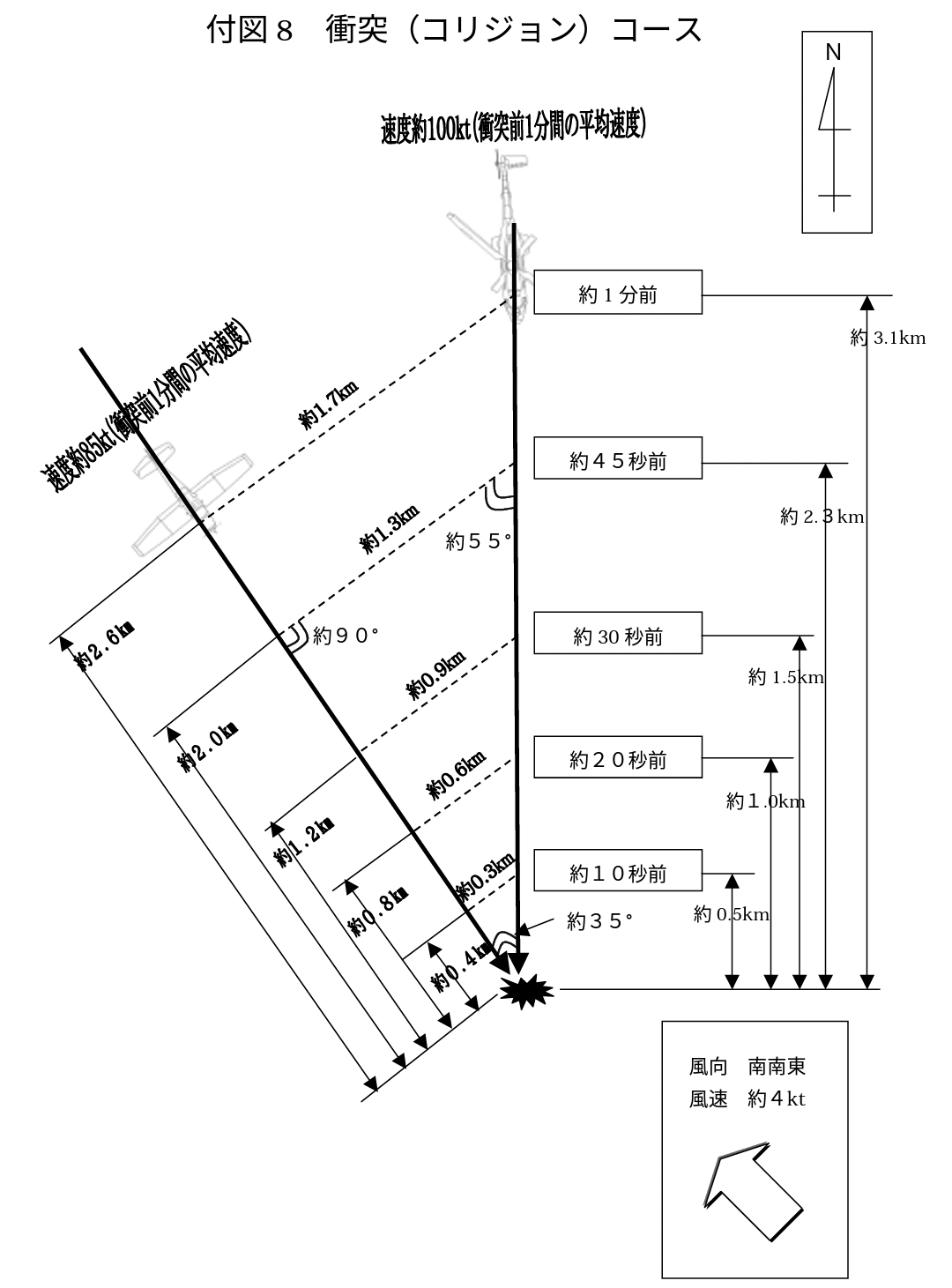
2機の飛行経路と位置関係

管制レーダーの分析から、衝突の1分前から両機がコリジョンコースに入っていたことが判明した。この現象に陥った場合、他機の発見が遅れることがある。コリジョンコースによる空中衝突事故はこの事故以前にも各国で発生していた。日本でも1997年に茨城県竜ケ崎市上空で民間機と自衛隊のヘリコプターが空中衝突を起こしていた。
調査委員会は両機のパイロットから相手機が視認できたのかを調査した。AS332の機長からはおおむねセスナ172を視認することができたと判断された。しかし、機長の注意は訓練生に集中していた可能性が考えられ、これにより機外の監視がおろそかになったと判断された。一方でAS332の訓練生からはセスナ172を視認することが困難だったと判明した。事故時、訓練生はフードを着用していた可能性があり、この場合は機外はほとんど視認できなかった。仮にフードを着用していなかったとしても、機体の死角にセスナ172が入っており、いずれにせよ視認は困難だった。
一方、セスナ172の機長及び訓練生からは機体の死角によってAS332がほとんど見えない状態だった。後席からはAS332を視認できた可能性はあるが、衝突の危険について同乗者が認識していなかったと思われるため、視認できてもパイロットに存在を伝えることをしなかっただろうと結論づけられた。

### 事故原因
運輸安全委員会は事故原因として両機のパイロットの見張り不足を挙げた。また、両機はコリジョンコースに入っていた他、機体に存在する死角などが衝突の要因として挙げられた。

### 安全対策
事故後、運輸安全委員会と国土交通省の航空局は中日本航空に対して運航管理体制の改善や外部監視に関する業務改善命令を発行した。また、一ヶ所の空域で複数機の訓練を行わないよう提言をした。その他、機体の死角を考慮した機外監視の方法の周知の徹底などを行うよう通告した。